# Maclurodendron porteri
Maclurodendron porteri là một loài thực vật có hoa trong họ Cửu lý hương. Loài này được (Hook. f.) T.G. Hartley mô tả khoa học đầu tiên năm 1982.